# CA Palermo
Club Atlético Palermo – argentyński klub piłkarski z siedzibą w mieście Buenos Aires.

## Osiągnięcia
- Mistrz drugiej ligi: 1921

## Historia
Klub Palermo założony został w 1914 roku. W 1915 roku do klubu Palermo dołączony został klub Atlas. W 1919 roku klub uzyskał awans do pierwszej ligi mistrzostw organizowanych przez federację Asociación Argentina de Football. W swoim pierwszoligowym debiucie w 1920 roku Palermo, po rozegraniu 13 meczów, wycofał się z rozgrywek – w pozostałych 11 spotkaniach przyznano walkower rywalom.
W 1921 roku Palermo uzyskał prawo gry w pierwszej lidze mistrzostw organizowanych przez federację Asociación Amateurs de Football. W 1922 roku Palermo zajął przedostatnie 20. miejsce i wrócił do rozgrywek organizowanych przez Asociación Argentina de Football.
W 1923 roku Palermo zajął 5. miejsce, w 1924 15, następnie w 1925 7. miejsce, a w 1926 5. miejsce. W 1927 doszło do połączenia konkurencyjnych federacji piłkarskich – Palermo nie uzyskał prawa gry w połączonej lidze.
W 1931 roku powstała liga zawodowa organizowana przez federację Liga Argentina de Football. Jednocześnie mistrzostwa amatorskie w dalszym ciągu organizowała uznawana przez FIFA federacja Asociación Argentina de Football. Klub Palermo w 1932 roku uzyskał awans do pierwszej ligi mistrzostw organizowanych przez oficjalną federację. W 1933 roku klub zajął 16. miejsce, a w 1934 ostatnie, 23. miejsce. W tym samym 1934 roku Palermo połączył się ze CS Palermo tworząc tymczasowo klub Club Atlético y Sportivo Palermo, który później rozpadł się z powrotem na kluby Palermo i Sportivo Palermo.
W ciągu 8 sezonów klub Palermo rozegrał w pierwszej lidze 178 meczów, z których 60 wygrał, 30 zremisował i 88 przegrał, uzyskując 150 punktów. Klub zdobył 206 bramek i stracił 309 bramek.